# Flavius Afrianus Syagrius
Flavius Afrianus Syagrius (geboren ca. 345) was een Gallo-Romeins edelman die enkele belangrijke bestuursfuncties vervulde in het West-Romeinse Rijk:
- senator
- 379 proconsul van Africa
- 381 Praefectus urbi van Rome (bestuurder van de stad en een gebied van 100 mijl rond de stad)
- 382 Praefectus praetorio van Italië (hoogste burgerlijke bestuurder - soort eerste minister - van Africa, Italia en het gebied tot aan de Donau) en consul

De naam Afrianus is de familienaam, Syagrius is een bijnaam en betekent: wild zwijn.
Flavius is begraven in een monumentaal graf buiten de stadspoort van Lyon. In die stad werd een standbeeld voor hem opgericht. 
Via zijn dochter was Syagria grootvader van Tonantius Ferreolus.

## Bekende nakomelingen
Het is vrijwel zeker dat Afrianus Aegidius en zijn zoon Afrianus Syagrius, die het Romeinse gezag in Noord-Frankrijk wisten te handhaven tot 486, van Flavius Afrianus Syagrius afstammen. Daarnaast wordt hij algemeen als een van de oudst bekende voorouders van Karel de Grote gezien. 